# Condado de Quitman (Georgia)
El condado de Quitman es un condado del estado de Georgia, Estados Unidos. Tiene una población estimada, a mediados de 2023, de 2280 habitantes.
La sede del condado es Georgetown.

## Geografía
Según la Oficina del Censo, el condado tiene una superficie total de 416 km², de los cuales 392 km² corresponden a tierra firme y 24 km² están cubiertos de agua.

### Condados adyacentes
- Condado de Stewart (norte)
- Condado de Randolph (este)
- Condado de Clay (sur)
- Condado de Barbour (Alabama) (oeste)

## Demografía

### Censo de 2020
Según el censo de 2020, en ese momento el condado tenía una población de 2235 habitantes. La densidad de población era de 6 hab./km². Había 1678 viviendas, lo que implica una densidad de 4/km².
| Raza                   | Núm. | Porc.   |
| ---------------------- | ---- | ------- |
| Blancos                | 1190 | 53.24%  |
| Afroamericanos         | 919  | 41.12%  |
| Amerindios             | 13   | 0.58%   |
| Asiáticos              | 12   | 0.54%   |
| De otras razas         | 9    | 0.40%   |
| De una mezcla de razas | 92   | 4.12%   |
| Total                  | 2235 | 100.00% |

Del total de la población, el 1.39% eran hispanos o latinos de cualquier raza.

### Estimación 2018-2022
De acuerdo con la estimación 2018-2022 de la Oficina del Censo, los ingresos medios de los hogares del condado son de $38 889 y los ingresos medios de las familias son de $59 500. Los ingresos per cápita en los últimos doce meses, medidos en dólares de 2022, son de $22 189. Alrededor del 15.3% de la población está por debajo de la línea de pobreza.

## Transporte

### Principales carreteras
- U.S. Route 82
- SR 27
- SR 39
- SR 50

## Comunidades

### Ciudades
- Georgetown

### Localidades
- Morris